# Benet (abat de Sant Quirze, 1426)
Benet fou abat del monestir Sant Quirze de Colera el 1426. L'única notícia que es té d'aquest abat és que apareix en els diferents abaciologis que la crítica històrica ha fet en el decurs del temps.